# Can Ribes (Sant Martí de Llémena)
Can Ribes és una masia a Granollers de Rocacorba (el Gironès) conformat per un conjunt de pallissa, era i dos masos. La pallissa és senzilla, d'una nau, de planta rectangular, teulat a dues aigües i carener perpendicular a la façana, amb obertura aguantada per una encavallada de fusta. Dona a l'era, de rajoles crues i situada davant la segona masia i a la part posterior de la primera. La segona masia està molt modificada i té la porta de llinda planera datada: «JHS-1635». El mas principal és de planta allargada, té teulat a dues aigües, de composició diversa, amb obertures de pedra alternades amb altres de modillons i de llinda recta. S'hi accedeix per una porta allindanada, al costat de la qual hi ha l'entrada a les quadres, on hi ha un pati interior allargat. És de planta baixa i un pis.